# Hegymeg
Hegymeg là một thị trấn thuộc hạt Borsod-Abaúj-Zemplén, Hungary. Thị trấn này có diện tích 5,7 km², dân số năm 2010 là 108 người, mật độ 19 người/km².